# Le Mesnil-sur-Blangy
Le Mesnil-sur-Blangy is een gemeente in het Franse departement Calvados (regio Normandië) en telt 189 inwoners (2004). De plaats maakt deel uit van het arrondissement Lisieux.

## Geografie
De oppervlakte van Le Mesnil-sur-Blangy bedraagt 7,5 km², de bevolkingsdichtheid is 25,2 inwoners per km².
De onderstaande kaart toont de ligging van Le Mesnil-sur-Blangy met de belangrijkste infrastructuur en aangrenzende gemeenten.

## Demografie
Onderstaande figuur toont het verloop van het inwonertal (bron: INSEE-tellingen).
Vanwege een beveiligingsprobleem met de MediaWiki Graph-software is het momenteel niet mogelijk deze grafiek weer te geven. Zodra de software is bijgewerkt zal de grafiek vanzelf weer zichtbaar worden.

## Overleden
- Frederick Carl Frieseke (1874-1939), Amerikaans kunstschilder